# TEC-9
L'Intratec TEC-9, noto anche come semplicemente TEC-9, TEC-DC9 o AB-10, è una pistola semiautomatica. È stata sviluppata dalla Intratec, una filiale americana del produttore svedese di armi da fuoco Interdynamic AB.

## Descrizione
Introdotta nel 1985, la TEC-9 era costituita da economici polimeri stampati e da parti in acciaio stampate e fresate, il che rendeva l'arma facile da riparare e modificare. La TEC-9 ha una reputazione negativa per la sua associazione con il crimine organizzato e con le sparatorie di massa negli anni '90 (come per esempio il Massacro della Columbine High School del 20 Aprile 1999) a causa del suo uso in azioni illegali; comunque, fu un successo commerciale, e con oltre 250.000 unità vendute furono prodotte fino alla dissoluzione della Intratec nel 2001.